# Иоанн Парижский
Иоанн Парижский (умер в 1306) — учёный богослов-схоластик, из ордена доминиканцев.
Прозвищем его было Quidort или Dormiens. Во время спора между Филиппом Красивым и Бонифацием VIII, он был на стороне первого и написал в защиту его сочинение «De regia potestate et papalfi» (1 издание 1506).
Вместе с другими доминиканцами Ричардом Клапвеллом, Томасом Саттоном участвовал в диспуте против Уильяма де Ла Мара.
Позже, за сочинение «Determinatio de modo existendi corpus Christi in Sacramento altans etc.» (Л., 1686), был осужден собором епископов и лишён права проповедовать; умер, однако, в мире, уважаемый за свою учёность.